# Monarchie australienne
Cet article traite de la monarchie australienne, l’Australie étant un des quinze États de par le monde à avoir le même souverain. Pour de plus amples informations sur les relations entre ces États, le rôle du souverain dans chaque État autre que l’Australie, on se rapportera à l'article Royaume du Commonwealth. Pour des renseignements plus complets sur le souverain, lire l’article sur Charles III.
La monarchie australienne est le régime politique en vigueur en Australie. Ses pouvoirs s'exercent dans le cadre d'une monarchie constitutionnelle définie dans la Constitution de l'Australie. Le pays étant un royaume du Commonwealth, le chef de l'État est le roi Charles III, qui règne depuis le 8 septembre 2022. D’après la Constitution, les pouvoirs du roi sont délégués au gouverneur général, qui est nommé par le roi conformément à l'avis du Premier ministre australien. Dans les domaines qui concernent l'Australie, le roi n'agit que conformément à l’avis de ses ministres australiens.
En Australie, le titre officiel du roi est : Charles III, par la grâce de Dieu, roi d'Australie et ses autres royaumes et territoires, chef du Commonwealth (le « Commonwealth » étant ici le Commonwealth des Nations, pas le Commonwealth d’Australie). Dans la pratique, le roi Charles III est simplement connu sous le nom de « le roi » ou « le roi d'Australie » quand il se trouve en Australie, ou quand il est à l'étranger et qu'il représente l'Australie. Comme pour ses autres couronnes, il porte l'ordinal III bien que Charles Ier et Charles II n'aient jamais régné sur la région.
La colonie royale britannique de Nouvelle-Galles du Sud commence par la fondation d’un camp pénitentiaire à Sydney en 1788, sous le règne de George III. Les colonies australiennes deviennent des démocraties parlementaires autonomes pendant les années 1850 et, en 1901, la fédération des colonies est achevée, après un référendum. Le Commonwealth d'Australie naît en tant que dominion de l’Empire britannique, la reine Victoria devenant le premier chef de l'État australien. En 1954, la reine Élisabeth II est le premier monarque régnant à visiter l’Australie. D’énormes foules l’accueillent dans chaque grande ville. Le républicanisme a existé très tôt en Australie, toutefois la monarchie a longtemps été populaire et le républicanisme n’a été sérieusement envisagé par un Premier ministre australien qu’à partir de 1992. Un référendum sur la question échoue en 1999.

## Monarchie constitutionnelle en Australie

### Rôle national et international
Une des caractéristiques les plus compliquées de la monarchie australienne est qu’elle est en fait une monarchie partagée. Environ 53 États souverains indépendants, y compris l'Australie, sont membres du Commonwealth des Nations (anciennement connu sous le nom d'Empire britannique puis de Commonwealth britannique). Quinze de ces pays sont spécifiquement des royaumes du Commonwealth qui reconnaissent séparément le même roi, Charles III, en tant que chef d'État.
« Roi Charles III » est le titre conventionnel du monarque actuel pour tous les royaumes du Commonwealth. Il n’est généralement considéré en tant que « roi d'Australie » que lorsqu’il est effectivement présent en Australie ou lorsqu’il assiste à des cérémonies ou remplit des fonctions liées à l’Australie. Le roi d'Australie agit uniquement conformément à l'avis du Premier ministre australien ou, dans les affaires concernant les six États fédérés, conformément à l'avis du Premier ministre de l’État concerné. La remise d’une distinction honorifique, tel que l’ordre d'Australie, en est un exemple. Toutes les distinctions honorifiques australiennes sont décernées au nom du roi d'Australie.
La plus grande partie des fonctions du roi sur le sol national est remplie par le gouverneur général d'Australie au niveau fédéral et par les gouverneurs dans les États fédérés. Il y a peu de fonctions qui doivent être remplies spécifiquement par le roi (par exemple, donner la sanction royale à la nomination du gouverneur général sur avis du Premier ministre australien, ou d’un gouverneur d’État sur avis du Premier ministre de l’État concerné), ou qui réclament l’accord du roi ainsi que celui du gouverneur général. Le roi d’Australie n’intervient jamais directement dans les affaires politiques.
En plus du rôle du roi dans chacun de ses royaumes, le monarque australien est également le chef du Commonwealth. Cependant, ce titre n'implique aucun pouvoir politique sur les pays membres et n'appartient pas automatiquement au monarque ; seul le monarque « partagé » des royaumes du Commonwealth a porté ce titre.

### Rôle constitutionnel

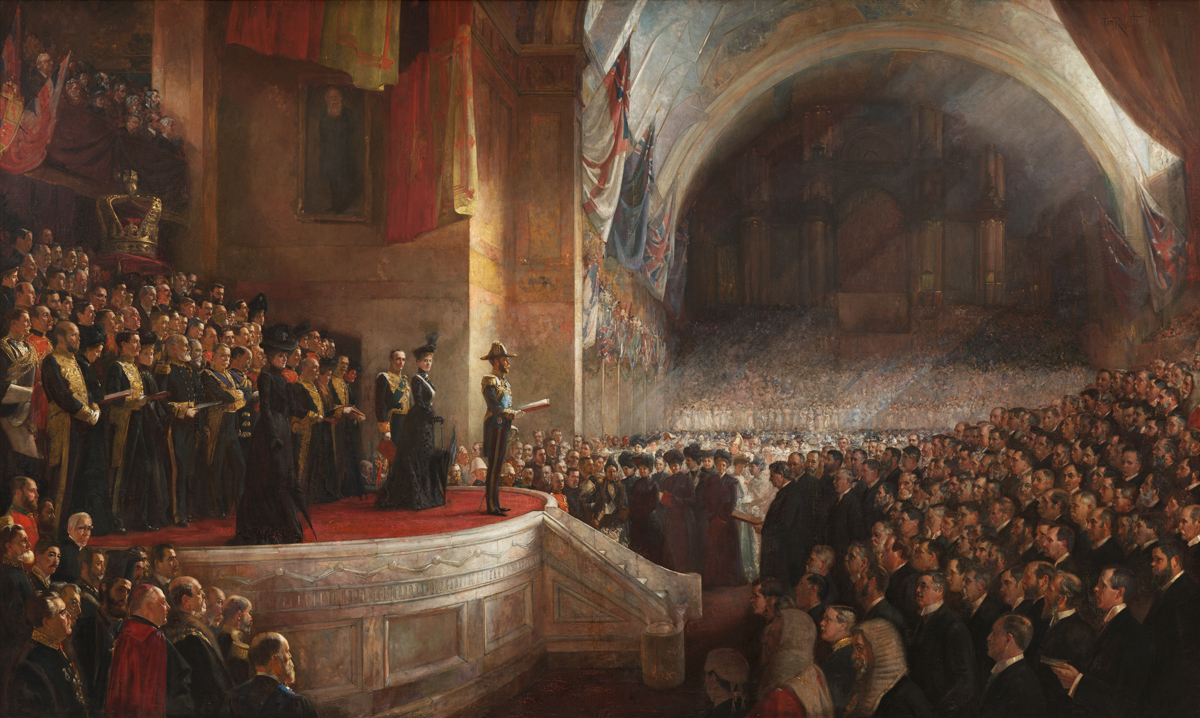
Le premier Parlement du Commonwealth de l'Australie a été ouvert à Melbourne par le duc de Cornouailles et d'York (futur George V), le 9 mai 1901.

Selon la section 1 de la Constitution australienne, le roi d'Australie est une des trois composantes du Parlement d'Australie. Les fonctions constitutionnelles de la Couronne sont déléguées au gouverneur général d'Australie que le roi nomme sur proposition du Premier ministre. La Constitution en Australie est née après la fin de la colonisation.

### Rôle culturel

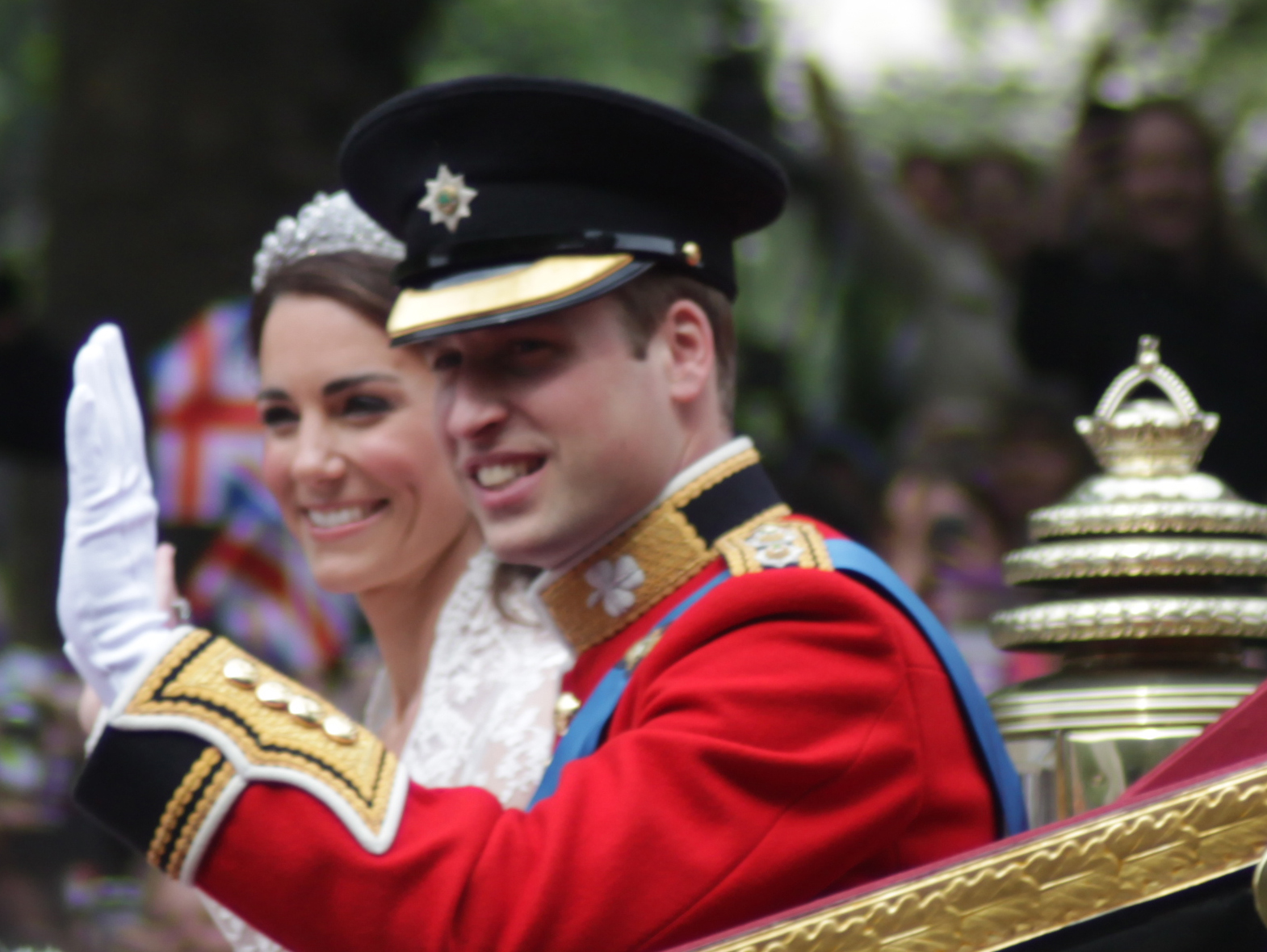
Un tiers de la population d'Australie a observé la retransmission télévisée du mariage de l'héritier en second du trône australien, le prince William, en 2011.

Les fonctions du monarque et de ses représentants sont en grande partie cérémonielles et, traditionnellement, la famille royale et les gouverneurs sont à la tête d'une multitude d'organismes charitables et altruistes. Par exemple, le Duke of Edinburgh Award Scheme est une activité populaire pour les jeunes dans le Commonwealth des Nations et en particulier en Australie, Lady Diana présidait un certain nombre d'œuvres de charité australiennes, en particulier dans le secteur des services de santé, et les gouverneurs généraux sont à la tête d'un grand nombre d'organismes culturels en Australie.
Les deux bâtiments successifs du Parlement d'Australie et des établissements culturels importants comme l'opéra de Sydney ont été inaugurés par des membres de la famille royale, mais la celle-ci soutient également de petites œuvres charitables et des organismes communautaires. Les membres de la famille royale assistent souvent à des moments significatifs de célébration nationale ou de deuil, et ont traditionnellement maintenu des liens forts avec les militaires australiens,.
Historiquement, beaucoup d'organismes nationaux significatifs sont dits « royaux » en Australie, y compris le Royal Flying Doctor Service, la Société royale pour la prévention de la cruauté contre les animaux; la Royal Australian Navy (Marine) et la Royal Australian Air Force (Armée de l'air).
La popularité du système monarchique, après avoir diminué ces dernières années, est en hausse. Pour les monarchistes, le monarque est perçu comme un symbole culturel d'unification et de continuité pour les populations disparates du continent australien[réf. obsolète]. À l'inverse, le Premier ministre travailliste Paul Keating décrit la monarchie comme anachronique pendant les années 1990. Quoi qu'il en soit, sept millions d'Australiens (sur une population de 21 millions) observent la transmission télévisée du mariage du prince William et de Catherine Middleton en 2011.

### Rôle légal

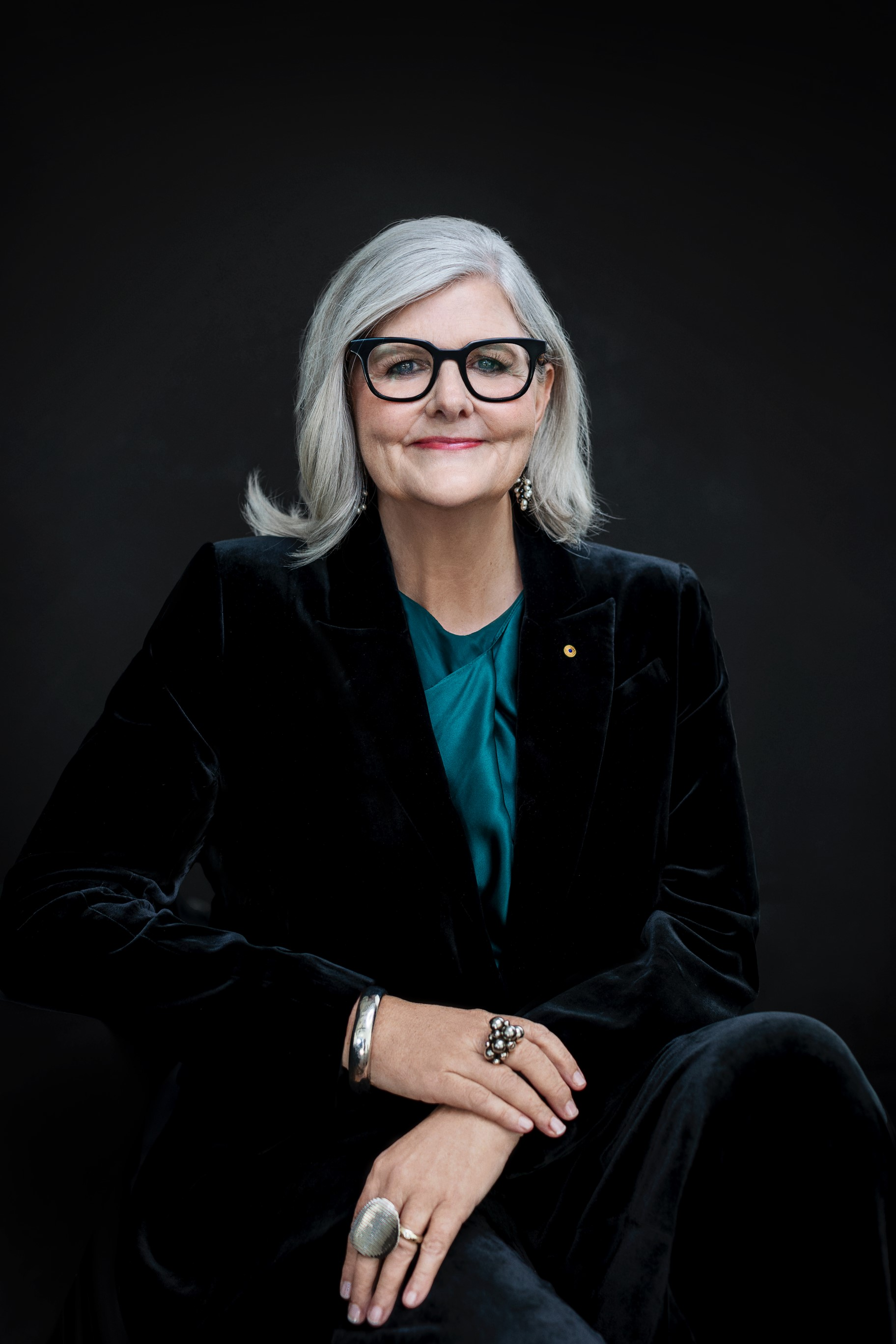
Le gouverneur général d'Australie, Sam Mostyn. La fonction du monarque sur le sol national est remplie par le gouverneur général au niveau fédéral et par les gouverneurs dans les États fédérés. Ces « vice-rois » sont choisis par les têtes des gouvernements de l'Australie.

Le gouverneur général et les gouverneurs des États accomplissent les fonctions du monarque en Australie. Les fonctions du monarque sont en grande partie cérémonielles et le roi n’agit que conformément à l'avis de ses ministres australiens ; cependant, la Constitution australienne et des États accordaient à la couronne le rôle d'arbitre en cas d'impasse politique. En 1932, le gouverneur de Nouvelle-Galles du Sud, Sir Philip Game retire sa charge à Jack Lang et nomme le chef de l'opposition Premier ministre. Jack Lang appelle à de nouvelles élections, et retire par la suite tous les fonds de l'État détenus sur des comptes bancaires fédéraux. En 1975, le gouverneur général décide d'une élection fédérale en renvoyant le gouvernement de Gough Whitlam après une impasse parlementaire prolongée entre le Sénat et Chambre des représentants.
Le roi Charles III est chef de 15 États du Commonwealth des Nations. L'approbation unanime des Parlements de ces nations (Australie y compris) doit être obtenue avant que des changements puissent être faits dans l'ordre de succession au trône.

## Histoire

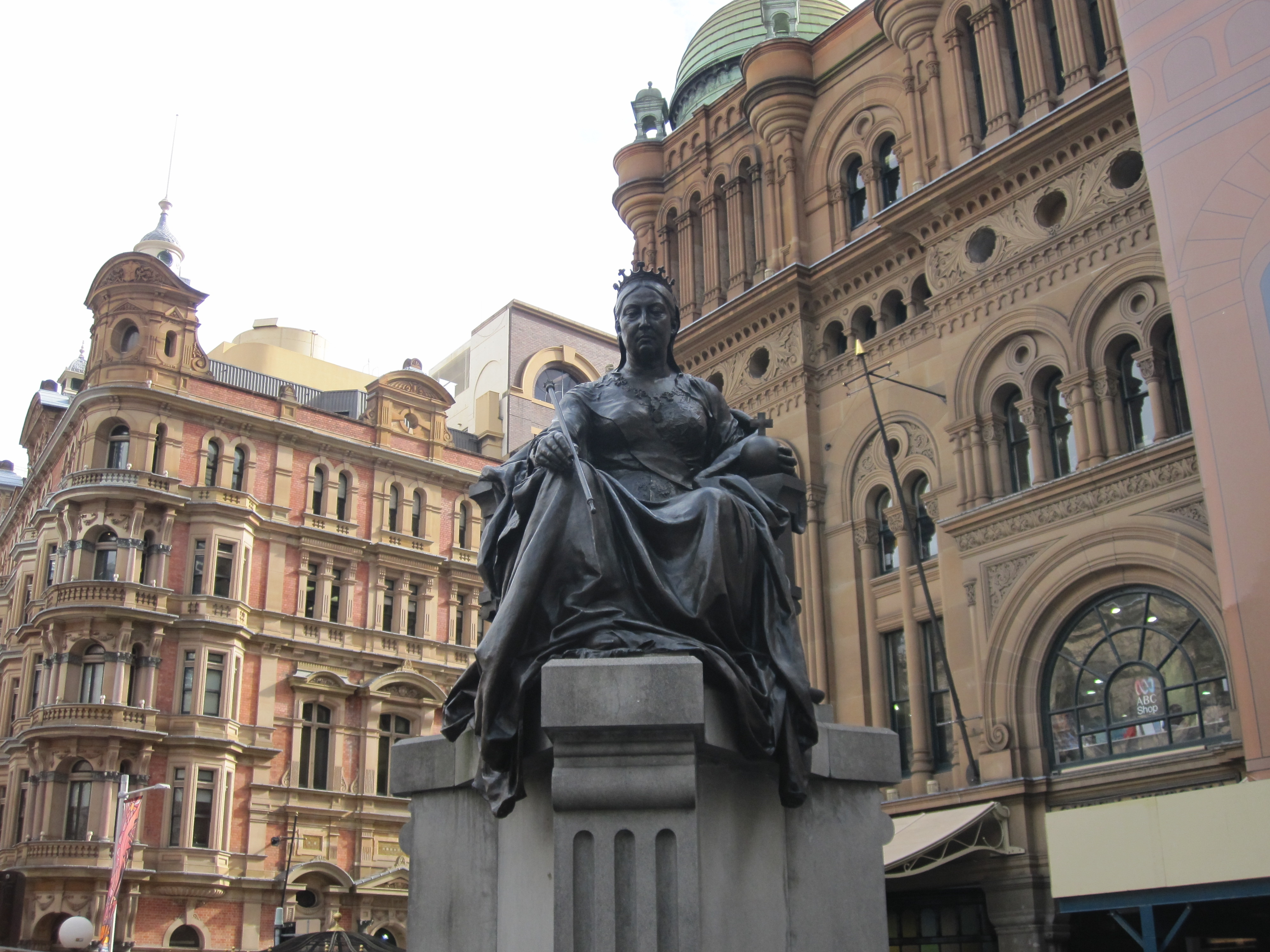
The Queen Victoria Building à Sydney.

La colonie royale britannique de Nouvelle-Galles du Sud commence par la fondation d’un camp pénitentiaire (qui plus tard deviendra Sydney) à Port Jackson par le capitaine Arthur Phillip le 26 janvier 1788, sous le règne de George III. Au cours de la période allant de 1855 à 1890, les six colonies de la Couronne deviennent successivement autonomes, gérant leurs propres affaires. Le 1er janvier 1901, la fédération des colonies est achevée, après un référendum, et le Commonwealth d'Australie naît en tant que dominion de l’Empire britannique. La reine Victoria devient ainsi le premier chef de l'État australien.
Le premier Parlement du Commonwealth d'Australie est ouvert à Melbourne par le duc de Cornouailles et d'York (futur roi George V), le 9 mai 1901. Quand la capitale est déplacée à Canberra, le premier Parlement est ouvert par le duc et la duchesse d'York (futurs roi George VI et reine Elizabeth) en 1927.
En 1954, la reine Élisabeth II est le premier monarque régnant à visiter l'Australie. D'énormes foules l'accueillent dans chaque grande ville. La reine est depuis revenue en Australie de nombreuses fois. Elle inaugure l'opéra de Sydney en 1973, le nouveau Parlement de Canberra en 1988 et les Jeux du Commonwealth de 2006 à Melbourne. Son fils, le prince Charles, est allé à l'école au Victoria dans les années 1960.
Le républicanisme a existé très tôt en Australie, en particulier parmi les bagnards irlandais de la période coloniale. Le poète Henry Lawson est un républicain notable du XIXe siècle, toutefois la monarchie a longtemps été populaire en Australie. Le républicanisme n'a été sérieusement envisagé par un Premier ministre australien qu'à partir de Paul Keating en 1992.

## Visites royales

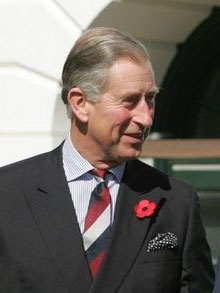
Le Prince Charles a été envoyé à l'école en Australie à la Geelong Grammar Timbertop en 1966

Il y a eu plus de cinquante visites royales en Australie depuis 1867, et des membres de la famille royale comme le prince Charles et le prince Harry ont séjourné en Australie pendant leur jeunesse.
La première visite royale a lieu en 1867-1868 par le prince Alfred. Elle produit une effusion d'exaltation et une honte nationale après une tentative d'assassinat du prince. En effet, le 12 mars 1868, l'Irlandais Henry James O'Farrell tire sur le prince lors d'une réunion publique dans le quartier de Clontarf, à Sydney. O'Farrell est immédiatement arrêté, condamné à mort et pendu en avril de la même année.
Le duc et la duchesse de Cornouailles et d'York visitent en Australie en 1901 à l'occasion de l'inauguration de la première réunion du Parlement d'Australie à Melbourne. Leur arrivée à Melbourne est spectaculaire et 100 000 personnes assistent à l'arrivée du couple princier à Sydney.
Le prince de Galles reçoit un accueil enthousiaste en 1920, année de sa venue pour remercier la nation de ses efforts pendant la Première Guerre mondiale.
L'arrivée du duc et de la duchesse d'York pour l'ouverture du nouveau Parlement national à Canberra voit un million de personnes se réunir pour les accueillir à Sydney.
Le prince Henry, duc de Gloucester, troisième fils du roi George V, est nommé gouverneur général d'Australie par le Premier ministre travailliste John Curtin en 1945, pendant la Seconde Guerre mondiale.
Les visites royales se sont répétées régulièrement pendant le règne de la reine Élisabeth II. En 1954, elle devient le premier monarque régnant à poser le pied sur le sol australien, accompagnée de son mari, le duc d'Édimbourg. La réception dans tout le pays est incroyable, dans le Territoire de la capitale australienne, en Nouvelle-Galles du Sud, en Tasmanie, au Victoria, au Queensland, en Australie-Méridionale et Australie-Occidentale. Cette visite officielle donne lieu à la réalisation du premier film australien en couleur, un documentaire intitulé The Queen in Australia.
La reine inaugure l'opéra de Sydney en 1973, le nouveau Parlement en 1988 et les Jeux du Commonwealth de 2006 à Melbourne.
Son fils, le prince Charles, prince de Galles, a été envoyé à l'école en Australie à la Geelong Grammar Timbertop en 1966. Il a visité l'Australie plusieurs fois et a amené son fils nouveau-né, le prince William, avec lui en 1983, ainsi que son épouse Diana. Son deuxième fils, le prince Harry, a vécu en Australie en 2003 en travaillant dans des stations de moutons et de bétail de l'Outback. La princesse Anne a représenté la reine au service commémoratif pour les victimes des feux de brousse du Victoria de 2009.

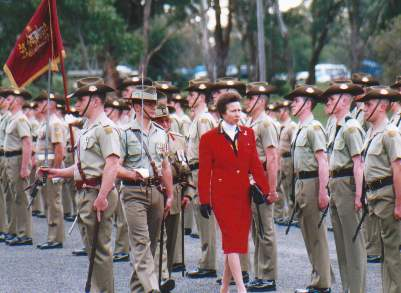
La princesse Anne avec le Royal Australian Corps of Signals (2000).

Le populaire prince William est retourné en Australie en 2010 et 2011, pour assister à une cérémonie indigène à Redfern et rencontrer les victimes des inondations dans le Queensland,.
La dernière visite de la reine a eu lieu en octobre 2011, pour la réunion des chefs de gouvernement du Commonwealth. Lors de cette réunion historique à Perth, les Premiers ministres du Royaume-Uni et d'Australie annoncent que les seize royaumes du Commonwealth ont accepté des changements dans les règles de l'ordre de succession au trône, pour mettre fin à la primogéniture masculine et en autorisant le conjoint du souverain à être catholique. Au milieu d'une renaissance apparente du soutien à la monarchie, près de 60 ans après sa première visite, plus de 45 000 personnes viennent apercevoir la reine à Brisbane et quelques milliers à Melbourne. 100 000 personnes viennent pour voir la reine à Perth avant son départ.

## La Couronne et l’Australian Defence Force

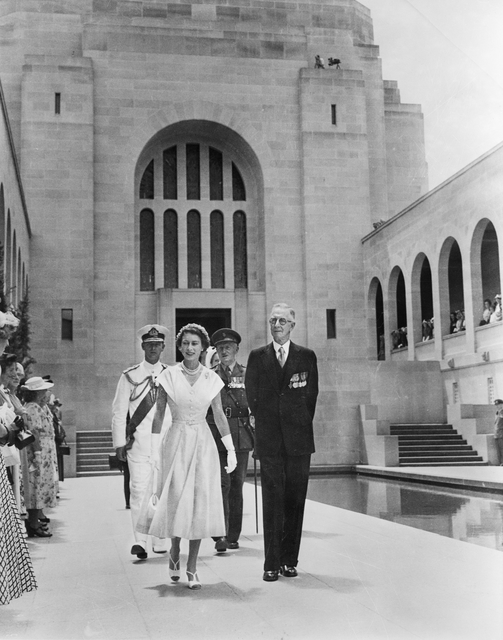
Élisabeth II au Mémorial australien de la guerre à Canberra en 1954.

Le roi détient un certain nombre de titres dans les forces armées australiennes et a assisté à nombre d'événements pour honorer leur service dans les conflits mondiaux. En 2003, la reine reconnaît la dette énorme due aux soldats australiens dans les deux guerres mondiales en inaugurant le mémorial australien de guerre au Hyde Park Corner à Londres.
Le 12 août 1918, le général australien John Monash est adoubé sur le champ de bataille par le roi George V. C'est la première fois qu'un monarque britannique honore un commandant d'une telle manière en 200 ans.
En 2000, lors de la célébration du centenaire de la fédération australienne, l'Australian Federation Guard monte la garde au palais de Buckingham à Londres. C'est la première fois qu'un régiment non britannique garde la résidence du souverain et la première fois que des femmes y participent.

## Débat moderne sur la monarchie

### Avant le référendum
Le débat sur l'avenir institutionnel de l'Australie prend réellement une ampleur nationale avec l'arrivée au poste de Premier ministre de Paul Keating, qui en fait son cheval de bataille durant sa campagne aux élections générales.
Le chef de l'opposition issu du Parti libéral australien, Alexander Downer, propose une Convention constitutionnelle des citoyens pour discuter des propositions pour la réforme constitutionnelle. Le parti libéral remporte les élections de 1996 avec John Howard, un monarchiste, comme chef. Il convoque une commission chargée d'élaborer un modèle institutionnel valable et acceptable sur une base républicaine qui, le cas échéant, serait adopté et mis en place avec le nouveau millénaire. Cent cinquante-deux membres sont donc réunis pour mettre au point un modèle républicain pour l'Australie dès 1998.
La commission rend son travail public et le présente à la fin de l'année 1998 : le modèle repose sur la nomination d'un président de la République par le Premier ministre sur une liste de 15 candidats potentiels. Cette liste aurait été élaborée par élection et le choix du candidat soumis à une ratification des deux tiers des membres des deux chambres du Parlement réunies et avec l'aval du chef de l'opposition.
Ce modèle s'avère donc bien loin des aspirations « républicaines » des Australiens, qui auraient préféré une élection directe du président et un renforcement de ce dernier en tant qu'arbitre des institutions, alors que le modèle le rend de manière implicite affilié à une sensibilité politique.
La campagne en faveur de la monarchie est menée par Kerry Jones (d'origine catholique irlandaise) qui prétend que le statu quo offre à l'Australie des protections constitutionnelles incomparables. D'autres monarchistes célèbres sont Tony Abbott, le juge Michael Kirby, l'ancien chef du parti travailliste Bill Hayden et l'homme d'État indigène Neville Bonner. Le Parti libéral au gouvernement laisse libre choix à ses membres sur leur propre position en la matière, alors que le Parti travailliste fait campagne pour la République.
Les libéraux Peter Costello, Malcolm Turnbull et Malcolm Fraser, de même que les travaillistes Bob Hawke et Gough Whitlam, soutiennent la république.

### Après le référendum
Le 6 novembre 1999, un référendum est organisé pour soumettre le modèle retenu au vote des Australiens. Le « non » à la république l'emporte avec 54,87 % des voix, l'explication de cet échec étant que le modèle proposé ne permettait pas aux Australiens de choisir librement leur président.
Aussi, le résultat du référendum n'apparaît pas comme un refus d'une république, encore moins comme un renforcement de la monarchie ; au contraire, le sentiment républicain n'a pas disparu mais les Australiens attendent qu'on leur propose un modèle qui les inclut dans le jeu politique.
Pour certains, l'indécision dans le choix du modèle républicain transcrit un sentiment d'insécurité avec des alternatives. En effet, le modèle visait majoritairement à maintenir un système en place en ne modifiant que légèrement les modes de nominations, l'essentiel des prérogatives demeurant identiques. De fait, il s'agissait de ne pas déstabiliser un système qui « jusqu'à présent a très bien servi l'Australie ». Les colonies australiennes sont devenues des démocraties parlementaires au cours des années 1850 et l'Australie a su rester parmi les quelques nations qui sont demeurées démocratiques tout au long du XXe siècle. En conséquence, l'électorat australien se montre instinctivement conservateur quand il doit voter pour une réforme constitutionnelle. Seule une petite minorité de référendums réformateurs a été approuvée depuis 1901, date de la création de la fédération.
La prise de fonction de Julia Gillard, le 24 juin 2010, comme Premier ministre relance à nouveau le débat. Elle propose en effet la création d'une république au décès d'Élisabeth II. Tony Abbott, alors chef de l'opposition, s'oppose à la transformation de l'Australie en république. La popularité de la monarchie a augmenté dans le cadre d'une visite de la famille royale en 2011,,, avant de baisser à nouveau notamment lors du couronnement de Charles III, bien moins apprécié que la défunte Élisabeth II. Le Premier ministre républicain, Anthony Albanese, a en outre formé un ministère pour la République. D'après un sondage d'avril 2023, 60 % des Australiens désirent choisir eux-mêmes leur chef d'État. Cette tendance s'inverse de manière spectaculaire à la suite de la visite du roi Charles III et de la reine Camilla en Australie en octobre 2024, un sondage réalisé par Roy Morgan (en) révélant que 57 % des Australiens sont désormais favorables au maintien de la monarchie contre 43 % en faveur d'une république.